# BAE Taranis

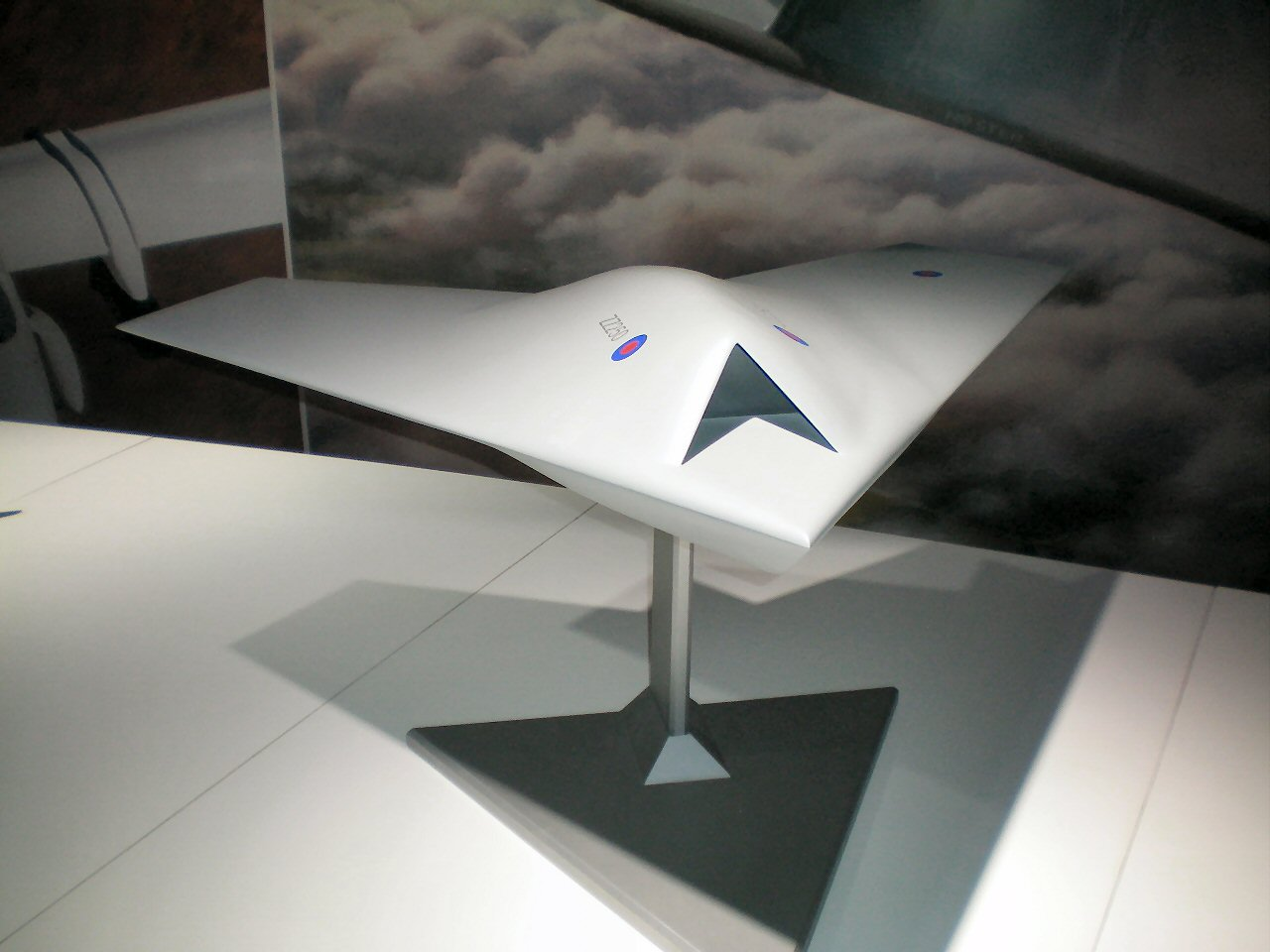
Een schaalmodel van de BAE Taranis

De BAE Taranis is een prototype voor een onbemand gevechtsvliegtuig. Het vliegtuig is ontwikkeld door het Britse BAE Systems en is uitgerust met stealthtechnologie. Het eerste model werd op 12 juli 2010 aan het publiek getoond.
Het vliegtuig is genoemd naar de Keltische god Taranis.

## Specificaties
Hoewel het vliegtuig nog in de ontwikkelingsfase is, zijn dit de laatste bekende specificaties:
- Lengte: 11,35 m
- Hoogte: 4 meter
- Spanwijdte: 9,1 m
- Massa: 8 ton
- Motor: Rolls-Royce plc Turbomeca Adour turbojet
- Stuwkracht van de motor: 44 kN
- Bereik: Intercontinentaal